# Walter Sigel
Walter Sigel (* 12. Januar 1906 in Ulm; † 8. Mai 1944 im Trondheimfjord) war ein deutscher Luftwaffenoffizier (Flugzeugführer auf Ju 87) und zuletzt Oberst und Fliegerführer Nord (West) im Zweiten Weltkrieg.

## Leben
Walter Sigel war Diplom-Kaufmann, ehe er Anfang 1934 als Schütze im Infanterie-Regiment 10 seine militärische Laufbahn begann. Als Oberfähnrich ging er 1935 zur Luftwaffe. 1939 war er bereits Hauptmann. Sigel kommandierte die I. Gruppe des Sturzkampfgeschwaders 76, auch „Grazer Gruppe“ genannt, nach deren Aufstellung am 1. Mai 1939 in Graz Thalerhof. Unter seinem Kommando ereignete sich im August 1939 das Stuka-Unglück von Neuhammer. Selbst in dieses tragische Geschehen involviert, wurde er juristisch von jeglicher Verantwortung für das Unglück in allen Anklagepunkten freigesprochen.
Am 1. September 1939 führten die von ihm kommandierte Stukas der I./StG 76 den ersten Luftangriff des Zweiten Weltkriegs durch. Beim Luftangriff auf Wieluń kamen schätzungsweise bis zu 1200 Menschen ums Leben. Der Angriff auf die militärisch völlig unbedeutende Kleinstadt wird von Historikern als erstes Kriegsverbrechen beim deutschen Überfall auf Polen angesehen. Der Luftangriff startete etwa zeitgleich mit dem Angriff der Schleswig-Holstein auf die Westerplatte in Danzig. Teils wird dieser Luftangriff als eigentlicher Kriegsbeginn gesehen.
Nach Polen 1939 kam er im Mai 1940 beim Westfeldzug mit seiner Gruppe zum Einsatz und im Juni 1940 bei der Schlacht um Frankreich. Am 14. Mai 1940 wurde er durch französische Jagdflugzeuge beschossen und führte eine Bruchlandung durch. Sein Bordfunker starb in Folge von Schussverletzungen. Ab Juli flog Walter Sigel mit seiner Gruppe wenige Einsätze beim Kanalkampf und im August 1940 bei der Luftschlacht um England.
Als Hauptmann und Kommandeur der I. Gruppe/Sturzkampfgeschwader 3 erhielt er für seine Leistungen am 21. Juli 1940 das Ritterkreuz des Eisernen Kreuzes. Am 1. August 1940 wurde er zum Major befördert.
Im April 1941 führte er die I./StG 3 beim Krieg gegen Griechenland und im Mai 1941 bei der Schlacht um Kreta. Im November 1941 verlegte er mit seiner Gruppe auf den nordafrikanischen Kriegsschauplatz.
Am 1. September 1941 erfolgte die Beförderung zum Oberstleutnant. Am 1. März 1942 übernahm Walter Sigel die Führung des Sturzkampfgeschwaders 3 mit der I./StG 3 (ex I./StG 76), der II./StG 3 (ex I./StG 1) und III./StG 3 (ex II./StG 2). Sein Nachfolger als Kommandeur I./StG 3 wurde Heinrich Eppen. Am 24. April 1942 wurde Sigel mit dem Deutschen Kreuz in Gold ausgezeichnet. Am 2. September 1942 erhielt Walter Sigel das Eichenlaub zum Ritterkreuz des Eisernen Kreuzes (116. Verleihung).
Zum 1. April 1943 übergab Walter Sigel das Geschwader an Major Kurt Kuhlmey, der bislang die II./StG 3 führte. Sigel ging in das Luftfahrtministerium zum Stab General der Kampfflieger. Sigel wurde am 1. Juni 1943 Oberst. Ab Februar 1944 war er Nahkampfführer der Luftflotte 2. Ab April 1944 war er Fliegerführer Norwegen. Bei einem Inspektionsflug am 8. Mai 1944 berührte sein Fieseler Storch ein Haltetau eines Tarnnetzes der Tirpitz. Das Flugzeug fiel auf eine Eisenbahnschiene am Faettenfjord in Norwegen, wobei Sigel ums Leben kam. Walter Sigel ruht in Trondheim-Havstein.